# Roșcani (okręg Gałacz)
Roșcani – wieś w Rumunii, w okręgu Gałacz, w gminie Băneasa. W 2011 roku liczyła 538 mieszkańców.